# Numb (Archive)
Numb è un brano musicale degli Archive, seconda traccia dell'album You All Look the Same to Me, composta da Darius Keeler e Danny Griffiths e scritta da Craig Walker insieme allo stess Keeler.

## Formazione
- Darius Keeler - organo, sintetizzatori
- Danny Griffiths - basso aggiuntivo
- Craig Walker - voce
- Steve "Smiley" Barnard - batteria
- Steve Harris - chitarra
- Lee Pomeroy - basso